# Хассан-Валли (тауншип, Миннесота)
Хассан-Валли (англ. Hassan Valley) — тауншип в округе Мак-Лод, Миннесота, США. На 2000 год его население составило 832 человека.

## География
По данным Бюро переписи населения США площадь тауншипа составляет 88,7 км², из которых 88,6 км² занимает суша, а 0,1 км² — вода (0,12 %).

## Демография
По данным переписи населения 2000 года здесь находились 832 человека, 286 домохозяйств и 237 семей. Плотность населения — 9,4 чел./км². На территории тауншипа расположено 298 построек со средней плотностью 3,4 построек на один квадратный километр. Расовый состав населения: 97,72 % белых, 0,12 % афроамериканцев, 1,08 % азиатов, 0,60 % — других рас США и 0,48 % приходится на две или более других рас. Испанцы или латиноамериканцы любой расы составляли 0,96 % от популяции тауншипа.
Из 286 домохозяйств в 35,7 % воспитывались дети до 18 лет, в 76,9 % проживали супружеские пары, в 2,8 % проживали незамужние женщины и в 17,1 % домохозяйств проживали несемейные люди. 12,2 % домохозяйств состояли из одного человека, при том 4,9 % из — одиноких пожилых людей старше 65 лет. Средний размер домохозяйства — 2,83, а семьи — 3,11 человека.
26,4 % населения — младше 18 лет, 6,0 % — в возрасте от 18 до 24 лет, 28,8 % — от 25 до 44, 24,6 % — от 45 до 64, и 14,1 % — старше 65 лет. Средний возраст — 39 лет. На каждые 100 женщин приходилось 104,4 мужчин. На каждые 100 женщин старше 18 приходилось 106,8 мужчин.
Средний годовой доход домохозяйства составлял 56 691 доллар, а средний годовой доход семьи — 59 583 доллара. Средний доход мужчин — 36 912 долларов, в то время как у женщин — 28 929. Доход на душу населения составил 19 958 долларов. За чертой бедности находились 5,5 % семей и 9,4 % всего населения тауншипа, из которых 8,2 % младше 18 и 26,3 % старше 65 лет.